# باري بوتلين
باري بوتلين (بالإنجليزية: Barry Butlin)‏ هو لاعب كرة قدم بريطاني في مركز الهجوم، ولد في 9 نوفمبر 1949 في Rosliston ‏ في المملكة المتحدة. لعب مع برايتون أند هوف ألبيون وديربي كاونتي وشيفيلد يونايتد ونادي بيتربورو يونايتد ونادي ريدنغ ونادي لوتون تاون ونوتس كاونتي ونوتينغهام فورست.